# 이토이가와정
이토이가와정(糸魚川町)은 니가타현 니시쿠비키군에 있던 정이다. 현재의 이토이가와시에 해당한다.

## 지리
군의 중앙에 위치하며 히메강 우안에 위치하여 일본해에 접해 있다. 동쪽으로는 야마토강, 남쪽으로는 언덕을 사이에 두고 멀리 신에쓰 국경의 산맥이 보인다

## 역사
- 1889년 4월 1일 - 정촌제 시행에 의해 니시쿠비키군 이토이가와정이 성립하였다.
- 1954년 6월 1일 - 우라모토촌, 시모하야카와촌, 가미하야카와촌, 야마토가와촌, 니시우미촌, 오노촌, 네치촌, 고타키촌과 합병해 이토이가와시가 성립하였다.

## 참고문헌
- 大日本篤農家名鑑編纂所編『大日本篤農家名鑑』大日本篤農家名鑑編纂所、1910年。
- 『市町村名変遷辞典』東京堂出版、1990年。